# Dalton Kellett
Dalton Kellett (Stouffville, 19 de agosto de 1993) é um automobilista canadense. Atualmente compete na Indy Lights.

## Carreira
Iniciou a carreira em 2011, correndo na Fórmula Ford Ontário, ficando em terceiro lugar na classificação geral. No ano seguinte, fez sua estreia na U.S. F-2000, pela equipe Pabst Racing. Em 28 corridas disputadas, obteve 2 sétimos lugares como resultado mais expressivo. Durante a segunda temporada na categoria, disputou a etapa de Baltimore da Indy Lights, novamente pela Pabst, ficando em 10º lugar na corrida e em vigésimo na classificação geral, com 20 pontos.
Kellett ainda competiu por 2 temporadas na Pro Mazda, conquistando 2 pódios. Em 2016, voltou para a Indy Lights ao ser contratado pela Andretti Autosport. Obteve 5 terceiros lugares em 3 anos de categoria, uma pole-position em Indianápolis volta mais rápida, no GP de Iowa.